# Гусынка (приток Чира)
Гусынка — река в России, протекает по территории Боковского района Ростовской области; правый левый приток реки Чир в 262 км от её устья. Длина реки — 18 км, площадь водосборного бассейна — 126 км². В верховьях протекает балке Гусиной.

## Описание
Река Гусынка начинается у хутора Климовка (Ростовская область) и, проходя рядом с дорогой областного значения, в хуторе Лиховидовский впадает в реку Чир.

## Данные водного реестра
По данным государственного водного реестра России относится к Донскому бассейновому округу, водохозяйственный участок реки Чир. Речной бассейн реки — Дон (российская часть бассейна).
Код объекта в государственном водном реестре — 05010300812107000009610.